# Теодор Кернер
Теодор Кернер, едлер (дворянський титул) фон Зігрінген (нім. Theodor Körner Edler von Siegringen, 23 квітня 1873, Уйсень, Комаром-Естергом, Угорщина, Австро-Угорщина — 4 січня 1957, Відень, Австрія) — австрійський політик, президент Австрії у 1951-1957.

## Життєпис
Народився в Уйсені (передмісті сучасного Комарома), в родині офіцера австро-угорської армії.
Кернер відвідував воєнну школу, воєнну академію й у 1894 стає лейтенантом. Він вступає на службу як офіцер у місті Аграм (сучасний Загреб) й у 1904 отримує звання майора. Того ж року він вступив на службу до австрійського генерального штабу. У Першу світову він був одним з найактивніших командувачів на італійському фронті. Він завершив воєнну кар'єру 1924 року в чині генерала.
Кернер, що завжди цікавився політикою, став членом Соціал-демократичної партії й був обраний до парламенту 1924 року. Одночасно розпочав роботу над організацією Республіканського шуцбунду, в якому виступав за провадження незалежної та радикальної політики. Він був головою Бундесрату у період між груднем 1933 й лютим 1934 років.
Громадянська війна в Австрії і встановлення австрофашистської диктатури перервали кар'єру Кернера як політика. Його було заарештовано, як і багатьох його однопартійців, авторитарним урядом, який забороняв усі опозиційні партії. Після аншлюсу Австрії, під час Другої світової війни Кернер знову був заарештований, цього разу вже нацистами.
Після війни, 17 квітня 1945, Кернер був призначений радянськими окупаційними військами в Австрії тимчасовим бургомістром Відня.
Кернер відповідав за перебудову й відновлення столиці, яка сильно постраждала під час війни. Після смерті Карла Реннера його партія запропонувала Кернера кандидатом на пост президента Австрії, і Кернер виграв вибори, отримавши трохи більше за 51 відсоток. Він став першим президентом країни, обраним прямим голосуванням. Кернер помер під час перебування на посту президента.

## Почесні звання
23 квітня 1948 присвоєно звання «Почесний громадянин Відня».